# Blaine, Minnesota
Blaine är en stad i delstaten Minnesota i USA. Befolkningen uppgick till 57 186 vid folkräkningen år 2010. Orten ligger i huvudsak i Anoka County, men delar sträcker sig in i Ramsey County.

### Fotnoter
1. ↑  ”Blaine city, Minnesota” (på engelska). American Factfinder. 13 mars 2010. Arkiverad från originalet den 16 mars 2017. https://web.archive.org/web/20170316101545/https://factfinder.census.gov/faces/nav/jsf/pages/community_facts.xhtml#none. Läst 12 februari 2017.